# الجميزة (بيروت)

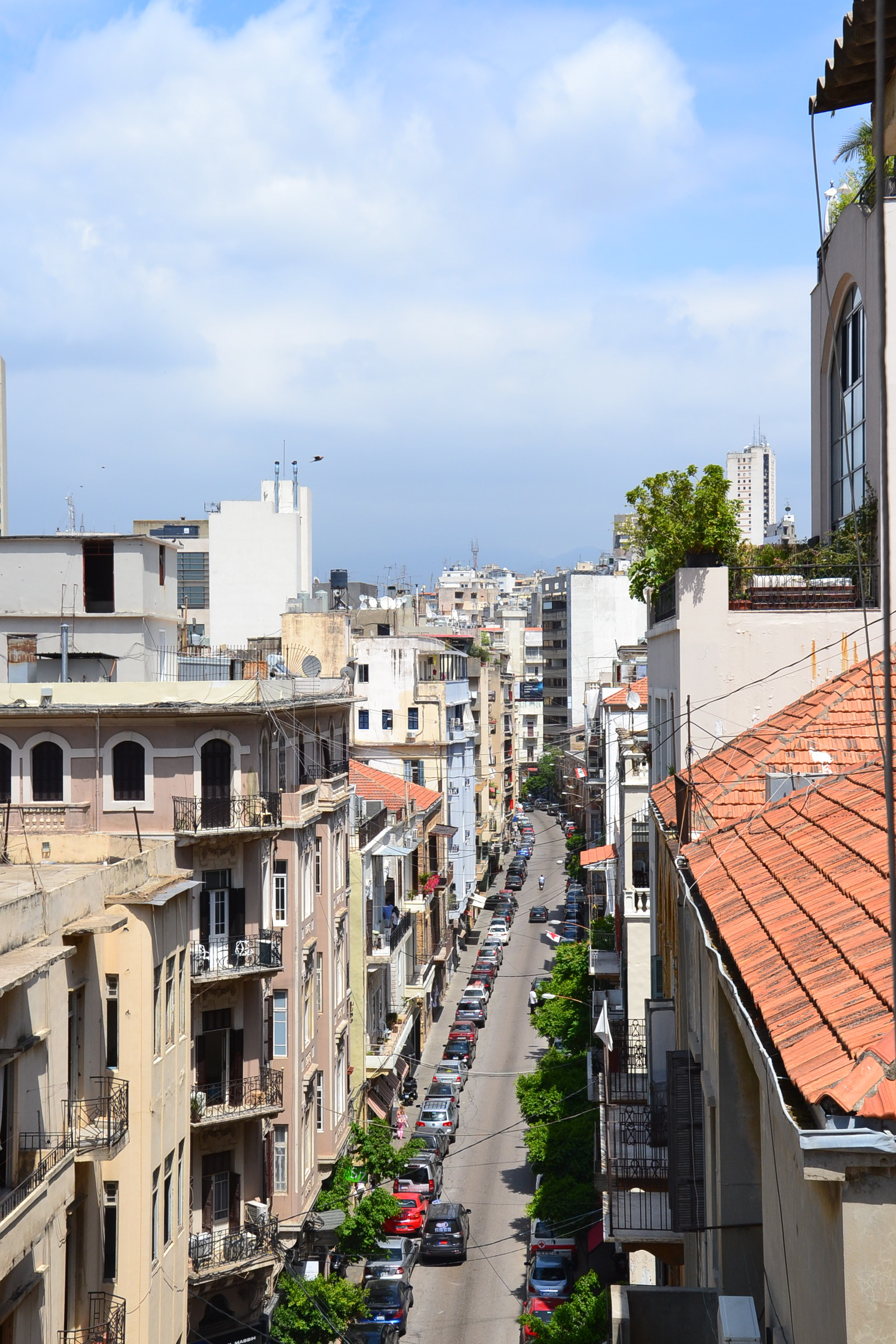
شارع غورو في منطقة الجميزة

منطقة الجميزة هي منطقة سكنية وتجارية في مدينة بيروت العاصمة اللبنانية. مؤلفة من أربع مناطق عقارية تحدها مناطق المرفاء والصيفي والرميل والمدور.
وتاريخيا، هي من أول ضواحي بيروت التي تشكلت حول سور المدينة القديم. وكانت نقطة الوصل في بيروت بين مدن طرابلس وصيدا والداخل السوري الذي يعرف بالشام. ويعتبر شارع الجميزة الذي يمر بالمنطقة من أقدم وأطول شوارع لبنان عند إنشائه. وفي الحي العديد من الأبنية الأثرية والشواهد على الحقبات التي مرت بها البلاد مثل بقايا بيروت العثمانية والمملوكية والصليبية. وحاليا، يعتبر الشارع من أهم شوارع الحياة الليلية في بيروت.

## التسمية
سميت المدينة تيمنا بشجر الجميز الذي ينتشر في شوارع ومناطق لبنان. وللتسمية روايتان. فالأولى ترد الاسم إلى شجرة جميز ضخمة كان يتفيأ تحتها الرجال ويتسامرون في لعب الورق وطاولة النرد ومنثما قطعت لبناء مقهى سمي بمقهى الجميزة. والرواية الثانية تقول أن أحد الحكام قطع شجرة جميز ضخمة كانت في المكان لاستعمال حطبها. ويقال أن الاسم القديم للمتطقة كان «البيارة»، وهي كلمة لبنانية عامية تعني مجموعة من الأبار المائية، ولذلك لوجود العديد من الأبار في المنطقة.

## تاريخ ومعالم المنطقة

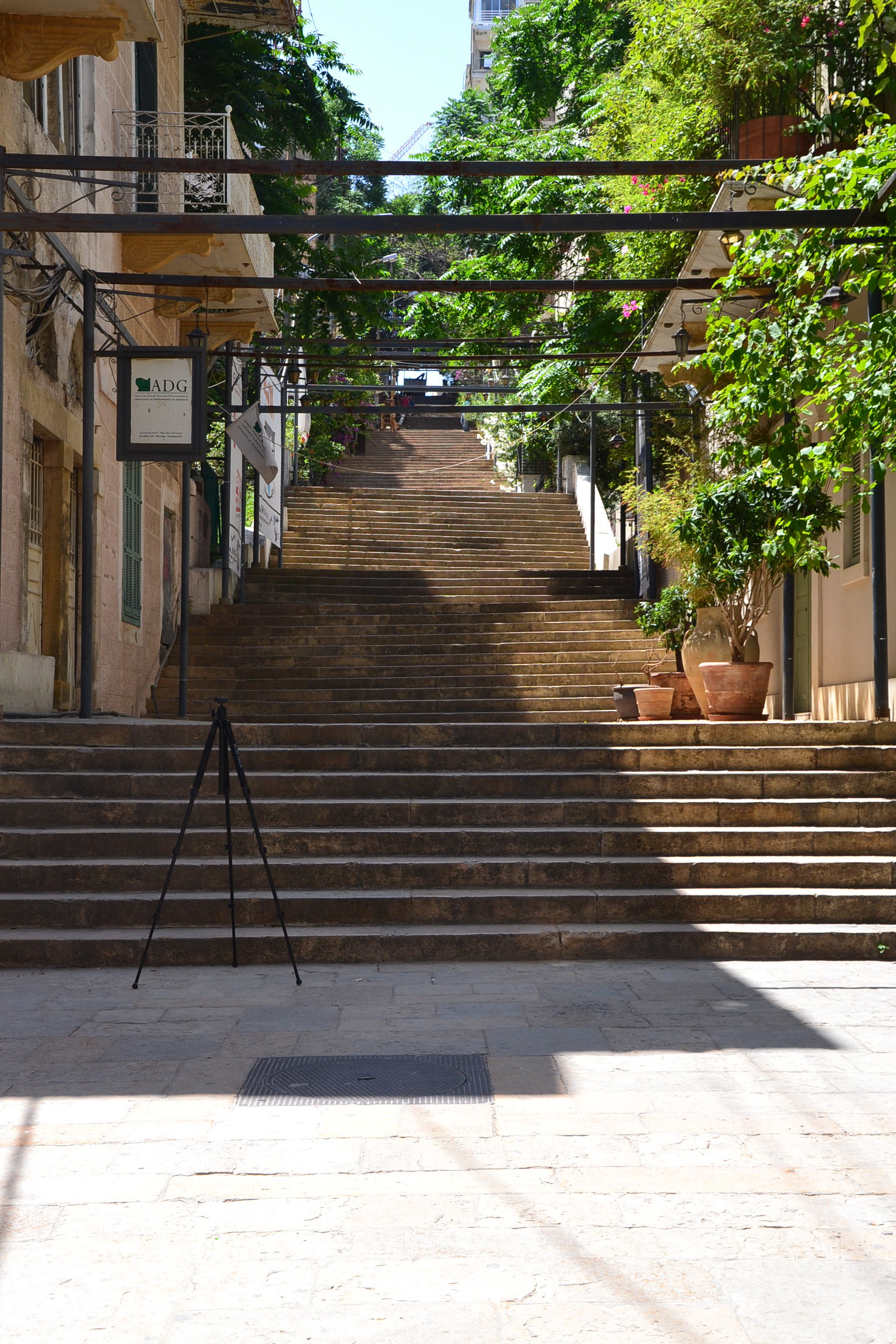
درج مار نقولا والمعروف بدرج الجميزة

يوجد في المنطقة درج أثري قديم يعتبر من معالم بيروت الأثرية. وهي كانت منطقة حرفية تنتج أجران الكبة ومشروب العرق والصابون. وفيها الكثير من المدارس العريقة مثل «السانت فاي» والفرير والثلاث أقمار. وبني فيها أول مسرح عربي هو مسرح مارن النقاش. 

## وصلات خارجية
- فيديو وثائقي عن منطقة الجميزة - موقع روسيا اليوم.